# Lồng chim (phim)
Lồng Chim (Bird Box) là một phim giật gân hậu tận thế năm 2018 của Hoa Kỳ được đạo diễn bởi Susanne Bier từ kịch bản được viết bởi Eric Heisserer, dựa trên cuốn tiểu thuyết cùng tên năm 2014 của Josh Malerman. Bộ phim theo chân một người phụ nữ, đóng bởi Sandra Bullock, cùng với hai đứa trẻ tên Boy (Bé Trai) và Girl (Bé Gái), phải bịt mắt vượt qua một con sông và một khu rừng để tránh những thực thể siêu nhiên khiến cho những người nhìn thấy chúng phải tự sát. Trevante Rhodes, Jacki Weaver, Rosa Salazar, Danielle Macdonald, Lil Rel Howery, Tom Hollander, BD Wong, Sarah Paulson, Machine Gun Kelly (dưới tên Colson Baker), và John Malkovich cũng tham gia đóng phim.
Lồng Chim được công bố toàn cầu lần đầu tiên tại AFI Fest vào ngày 12 tháng 11 năm 2018, và phát hành giới hạn vào ngày 14 tháng 12, trước khi phát hành toàn cầu trên Netflix vào ngày 21 tháng 12 năm 2018.

## Diễn viên
- Sandra Bullock vai Malorie Hayes
- Trevante Rhodes vai Tom
- Jacki Weaver vai Cheryl
- Rosa Salazar vai Lucy
- Danielle Macdonald vai Olympia
- Colson Baker vai Felix
- Lil Rel Howery vai Charlie
- Tom Hollander vai Gary
- BD Wong vai Greg
- Pruitt Taylor Vince vai Rick
- Sarah Paulson vai Jessica Hayes
- John Malkovich vai Douglas
- Vivien Lyra Blair vai "Girl" / Olympia[3]
- Julian Edwards vai "Boy" / Tom
- Parminder Nagra vai Dr. Lapham
- Rebecca Pidgeon vai Lydia
- Amy Gumenick vai Samantha
- Taylor Handley vai Jason
- Happy Anderson vai the River Man
- David Dastmalchian vai Whistling Marauder
- Keith Jardine vai Yelling Marauder

Dirk Rogers đóng vai các thực thể siêu nhiên. Các sinh vật này dự định được dùng trong cảnh ác mộng và có hình dáng của những em bé quỷ, nhưng cảnh quay đã bị cắt khỏi phiên bản chốt cuối cùng của phim.